# Rubén Yáñez
Rubén Yáñez (9 de marzo de 1929 - Montevideo, 7 de junio de 2015) fue un profesor, actor y director teatral uruguayo.

## Biografía
Fue maestro, profesor de filosofía y de ciencias de la educación.
Inició su carrera artística con el "Teatro del Pueblo". En la década de 1960 fue director artístico de la Comedia Nacional. También dirigió la Escuela Municipal de Arte Dramático por tres años. Integrante del elenco de El Galpón, fue exiliado durante la dictadura.
Algunos títulos bajo su dirección: Nuestros hijos, Becket o el honor de Dios, El jazmín azul, El rey se muere, Galileo Galilei, Crónica de un crimen, El patio de la torcaza.
Colaboró con Milton Schinca para escribir Artigas, General del Pueblo en 1979. Décadas después, se destacó por esta caracterización en los festejos del Bicentenario.
También fue escritor: Cultura y liberación, El fascismo y el pueblo, Teatro y educación y su autobiográfico, Hoy es siempre todavía.
Fue declarado Ciudadano Ilustre de Montevideo.
Falleció a los 86 años en la ciudad de Montevideo el 7 de junio de 2015.